# Artiom Volvitch
Artiom Aleksandrovitch Volvitch (en russe : Артём Александрович Вольвич), est un joueur russe de volley-ball né le 22 janvier 1990 à Nijnevartovsk (Khantys-Mansis). Il mesure 2,13 m et joue central. Il totalise 10 sélections en équipe de Russie.

## Clubs
| Club                    | De        | À         |
| ----------------------- | --------- | --------- |
| Samotlor Nijnievartovsk | 2007-2008 | 2008-2009 |
| Oural Oufa              | 2009-2010 | 2010-2011 |
| Lokomotiv Novossibirsk  | 2011-2012 | ...       |

## Palmarès
- Ligue mondiale (1)
  - Vainqueur : 2013
- World Grand Champions Cup
  - Finaliste : 2013
- Championnat d'Europe (1)
  - Vainqueur : 2013
- Championnat du monde des clubs
  - Finaliste : 2013
- Ligue des champions (1)
  - Vainqueur : 2013
- Coupe de Russie (1)
  - Vainqueur : 2011